# مقتل باربرا بارنز
باربرا آن بارنز تلميذة أمريكية قُتلت خنقاً ثم اُغتصبت في ديسمبر عام 1995 وعن عمر يناهز ثلاثة عشر عامًا، في مدينة ستوبينفيل ، أوهايو. تبقى قضيتها دون حل حتى يومنا هذا. تكهن الكثيرون بأن عمها قد يكون مسؤولاً عن وفاتها، لكن يعتقد آخرين أن الجريمة ارتكبها شخص داخل المدينة أو المنطقة.  وقد نشر الصحفي جيمس رينر نظريته القائلة إن القضية قد تكون مرتبطة بجرائم قتل شهدتها المنطقة، مثل تينا هارمون وكريستا هاريسون وديبورا سميث وآيمي ميهاليفيتش. 

## خلفية
تم وصف التلميذة بارنز على أنها كانت فتاة بريئة وناعمة، تتحدث بشكل جيد في المدرسة. كانت في الصف الثامن وحضرت في مدرسة هاردينغ المتوسطة والقريبة من منزلها. وبسبب المسافة القصيرة بين منزلها ومدرستها في المنطقة، كانت تسير يومياً من وإلى المدرسة، إلى جانب العديد من الطلاب الآخرين.  يُذكر أن والدها قُتل حتى الموت عام 1989 ، مما أثر عليها منذ طفولتها حتى تغيرت شخصيتها تماماً. 

## الاختفاء والقتل
أفاد زميل لها في الصف أن باربرا بارنز كانت تسير إلى المدرسة في مسقط رأسها في ستوبينفيل ، أوهايو عندما اختُطفت في 7 ديسمبر 1995. بعد أن اختقت ولم تعد إلى المنزل، بدأ التحقيق في اختفائها، وشملت العديد من المكالمات والمقابلات بما في ذلك عمليات البحث والتحقيق على مستوى الولاية.  في 22 فبراير 1996 ، تم اكتشاف رفاتها من قبل المساحين في مجرى النهر، وتم تحديد سبب وفاة التلميذة من قبل الفاحصين ليكون عن طريق الخنق ، كما أشارت الفحوصات انها تم اغتصابها.  

## التحقيق
على الرغم من اكتشاف رفات جسدها بالقرب من ممتلكات عمها لويس بويس، إلا أنه لم يُتهم بقتلها. وبقي بويس في موضع شك بسبب حقيقة أنه لم يجتز اختبار كشف الكذب بنجاح فيما يتعلق بمقابلاته مع الشرطة في قضية مقتل باربرا.
أعربت إحدى صديقات بويس أنه من غير المرجح أن يكون لعمها أي علاقة بالقتل، مشيرةً إلى أنه من غير المرجح أن يكون قد أضر بأحد أطفال من قربائه أو الجيران. ومع ذلك، فقد اشتبه رجال الشرطة في أن الرجل نفسه لعب دورًا في مقتل والدها قبل سنوات. وتشمل الاحتمالات الأخرى رجلاً في فلوريدا أدين باختطاف أطفال كانوا موجودين في ستوبنفيل عندما اختُطفت باربرا بارنز، رغم أن بعض أعضاء قسم الشرطة يشككون في ذلك، مما يدعم النظرية القائلة إنها ربما تكون قد قُتلت على يد شخص من مواطني المنطقة، ولم يكن من خارج الولاية.  

## روابط خارجية
- Barbara Barnes على موقع فايند أغريف